# エイジハラスメント
エイジハラスメント（和製英語: age harassment）とは、相手の年齢を理由として行う嫌がらせ（ハラスメント行為）のことである。

## 概要
エイジハラスメントとは、エイジ（英: age、年齢）とハラスメント（英: harassment、嫌がらせ）を合わせて作られた和製英語である。
日本では、パワハラやセクハラなどの他のハラスメント行為と同様に、エイハラと短縮して呼ばれることもある。
年齢をもとにした差別や悪意を伴う言動、年齢のみを基準とした仕事の割り振りなどが該当するが、法令で定義されているわけではない。
かつては会社内での中高年層に対しての嫌がらせのみを指したが、現在は高齢者への嫌がらせや、若手への嫌がらせなども指す。

## 具体例
- 年上の人を「おじさん」「おばさん」と呼んだり、年下の人を「ちゃん」付けで呼んだりすること[7]。
- 「まだ若いから」など、若いことを未熟だと捉える行為。
- 相手の失敗の原因を若いこと、もしくは高齢であることとする行為[8]。
- 相手が未婚であることを年齢により評価する行為[9]。
- 相手の子供の有無を年齢により評価する行為[10]。
- 相手の年齢と地位を比較して相手を評価する行為。
- 相手の世代をもとに相手の性格や特徴などを決めつける行為[7][8]。

## 対策
エイジハラスメントの啓発には、社内での研修の実施や、社内での規則の制定などが効果的であるとされる。
エイジハラスメントは法令等で定義されていないため、基本的に刑事処分を科すことはできない。但し、事態がよほど深刻な状況に陥った場合は名誉毀損罪や脅迫罪に問うことができる場合もあるほか、民法に基づく処分や懲戒処分を下すことも可能である。

## 認知
既に広く普及しており、法令でも定義されているパワハラやセクハラと比較すると、エイジハラスメントは未だ普及の途上にある。但し、2015年に放送された同名のテレビドラマが、エイジハラスメントの認知度を高めたとされている。